# Marcos Llorente Moreno
Marcos Llorente Moreno (Madrid, 30 de gener de 1995) és un futbolista professional madrileny que juga com a migcampista per l'Atlètic de Madrid i a la selecció espanyola.

## Carrera de club

### Reial Madrid

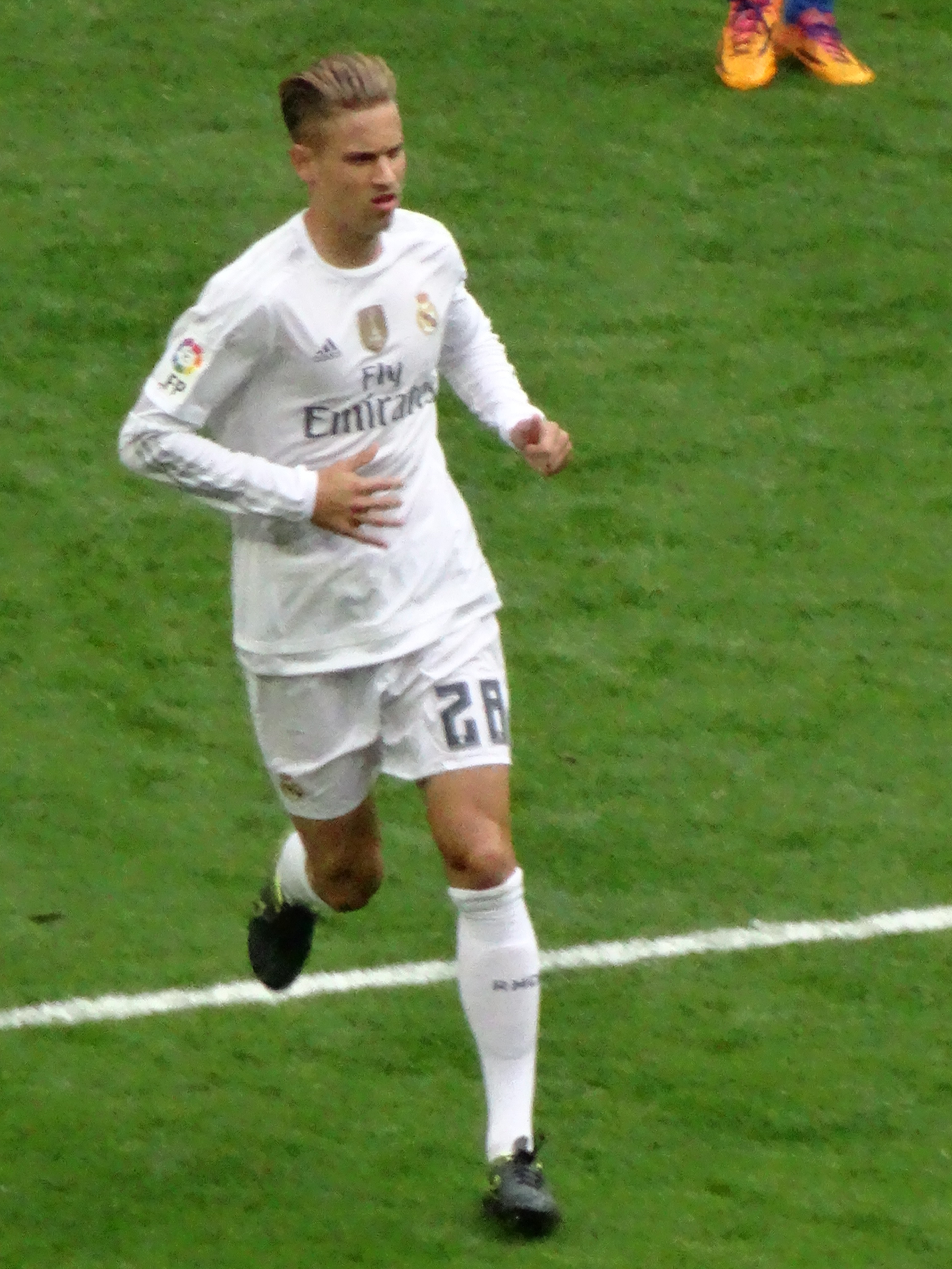
Llorente en el seu debut a la Lliga, l'octubre 2015

Llorente va fitxar pel planter del Reial Madrid CF el 2008, a 13 anys. El juliol de 2014, després d'haver impressionat amb l'equip juvenil, fou promogut directament al Reial Madrid Castella per l'entrenador Zinédine Zidane.
El 24 d'agost de 2014, Llorente va debutar com a sènior, jugant com a titular en una derrota per 1–2 a fora contra l'Atlètic de Madrid B en partit de Segona Divisió B. Va acabar jugant 25 partits durant la temporada, amb un total de 1,637 minuts.
Llorente va fer la pretemporada 2015 amb el primer equip, i va jugar amistosos contra el Manchester City FC, Inter de Milà i Vålerenga Fotball. Va debutar com a professional – i a La Liga – el 17 d'octubre d'aquell any, entrant a la segona part com a substitut de Mateo Kovačić en una victòria per 3–0 a casa contra el Llevant UE.
El 10 d'agost de 2016, Llorente fou cedit a un altre equip de La Liga, el Deportivo Alavés per una temporada. El 10 de setembre d'aquell any, va disputar els 90 minuts en una victòria per 2–1 contra el FC Barcelona.
El 23 de setembre de 2017, va ampliar contracte fins a 2021. Va jugar un partit de la Lliga de Campions de la UEFA 2017-18, en què el Madrid va guanyar el seu tercer títol consecutiu i 13è en total.
Llorente va marcar el seu primer gol pel Madrid el 22 de desembre de 2018, el segon en una victòria per 4–1 contra l'Al Ain FC a la final de la Campionat del Món de Clubs de futbol 2018, en què va ser nomenat jugador del partit.

### Atlético de Madrid
El 20 de juny de 2019, Llorente va signar contracte amb l'Atlètic de Madrid per cinc anys, a canvi d'un traspàs de 35 milions. Va debutar-hi oficialment el 18 d'agost, jugant 25 minuts en una victòria per 1–0 a casa contra el Getafe CF. El seu primer gol va arribar el 14 de febrer, quan va avançar el seu equip, en un empat 2–2 contra el València CF.
L'11 de març de 2020, en la pròrroga del partit de setzens de final de la Champions League contra el campió vigent Liverpool FC, Llorente va marcar dos gols per empatar 2–2 després de substituir Diego Costa a començaments de la segona part, en una eliminatòria que va finalitzar amb la classificació madrilenya per un resultat global de 3–2. El 17 de juny fou el jugador del partit contra el CA Osasuna sortint de la banqueta al minut 63 i marcant un gol i fent dues assistències en una golejada per 5–0.
El 2021 el Manchester United va oferir 80 milions pel jugador.

## Internacional
Llorente va debutar amb la selecció espanyola de futbol sub-21 el 10 d'octubre de 2016, jugant tot el partit en una victòria per 5–0 contra Estònia a la fase de classificació del Campionat d'Europa de futbol sub-21 de 2017, a Pontevedra. Fou convocat amb la selecció espanyola absoluta el novembre de 2020, per un amistós contra els Països Baixos i per partits de classificació de la Lliga de les Nacions de la UEFA 2020–21 contra Suïssa i Alemanya. Va debutar contra el primer equip, tot substituint Sergio Canales pels darrers 18 minuts en un empat 1–1 a Amsterdam.

## Vida personal
Seguidor del Reial Madrid des de petit, la família de Llorente té vincles amb el futbol i amb el club. El seu pare Francisco i el seu tiet avi Francisco Gento en foren jugadors, i el seu avi matern Ramón Grosso hi jugà també de davanter.

## Palmarès
Real Madrid
- Lliga de Campions de la UEFA: 2017–18[10]
- Supercopa d'Europa de futbol: 2017
- Campionat del Món de Clubs de futbol: 2017,[29] 2018[12]

Atlético de Madrid
- Lliga espanyola: 2020-21

Espanya sub-21
- Campionat d'Europa de Futbol sub-21 de la UEFA (finalista): 2017[30]